# Celama fraterna
Celama fraterna är en fjärilsart som beskrevs av Moore 1888. Celama fraterna ingår i släktet Celama och familjen trågspinnare. Inga underarter finns listade i Catalogue of Life.